# Puerto deportivo de Gijón
El puerto deportivo de Gijón (también conocido popularmente como El Muelle) se sitúa en el municipio de Gijón, Principado de Asturias (España). Pertenece a la Autoridad Portuaria de Gijón. Ha logrado izar la Bandera Azul que otorga la Fundación Europea de Educación Ambiental ininterrumpidamente desde 1996.
Está ubicado en pleno centro de la ciudad, en el lado oeste del cerro de Santa Catalina (que alberga al barrio de Cimadevilla). Surgió tras acondicionar entre 1986 y 1991 al puerto industrial y pesquero hasta entonces existente.

## Historia

### Construcción
El Puerto Deportivo de Gijón fue ideado en 1986, aunque sus usos portuarios se remontan a la época romana de la ciudad. Entre los siglos III y V está operativa en la actual plaza del Marqués una fábrica de salazones, actividad industrial que nos indica el uso como fondeadero de pequeñas embarcaciones de la parte occidental del cerro de Santa Catalina. En 1595 se construye la primera dársena, destruida en 1749. La actividad portuaria se limitaría a la pesca de cabotaje hasta la conversión a partir del siglo XIX en un nodo industrial y comercial. Para ello se precisan varias ampliaciones. Primeramente se reconstruye la vieja dársena a mediados de siglo, evitando que se seque en bajamar. En 1864 se finaliza la Dársena Exterior o Liquerique, que protege al conjunto del puerto.En 1870 se expande la sección norte de la vieja dársena, construyéndose el Dique Victoria o El Muellín y situando ahí la lonja de pescado (Antigua Rula).

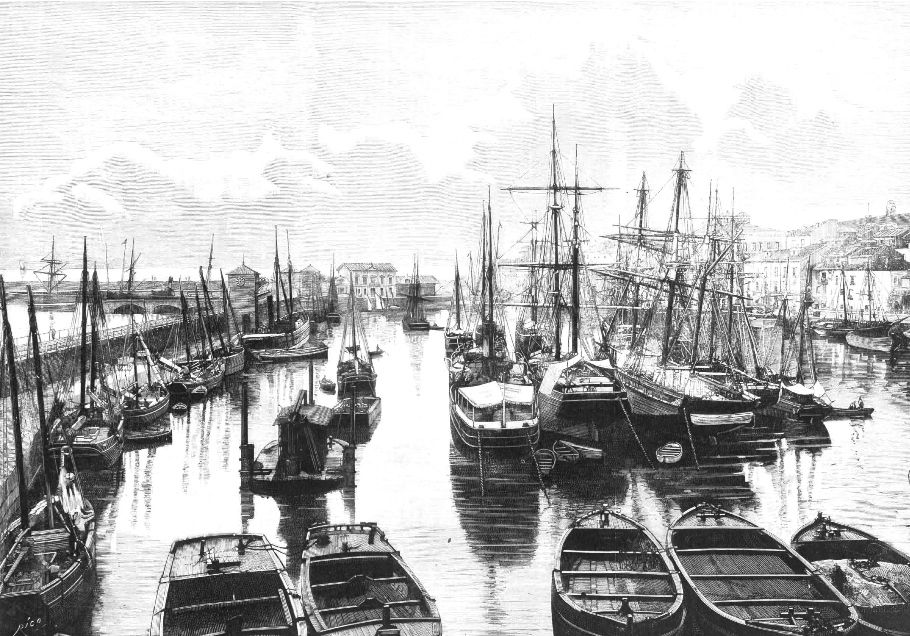
Grabado de la dársena interior en 1884.

En 1889 se construyen los Jardines de la Reina al sur de la vieja dársena, acortando su tamaño. Esta actuación tenía la intención de embellecer este espacio urbano, cada vez más industrializado. Por la misma razón se inaugura en 1891 el monumento a Don Pelayo, en la plaza del Marqués.

#### Sociedad de Fomento
A partir de 1885 comienza la edificación de los dos muelles de la Sociedad de Fomento (empresa fundada en 1879), los más occidentales del puerto. Aprovechando la creación de los nuevos diques se crea el ensanche de Fomento; cinco manzanas ganadas al mar comprendidas entre la calle Marqués de San Esteban y la línea de costa. El edificio principal de este conjunto se proyectó como la sede de la compañía, aunque su primer ocupante fue el Banco Minero Industrial. Fue construido por Enrique R. Bustelo entre 1918 y 1920.

### Declive

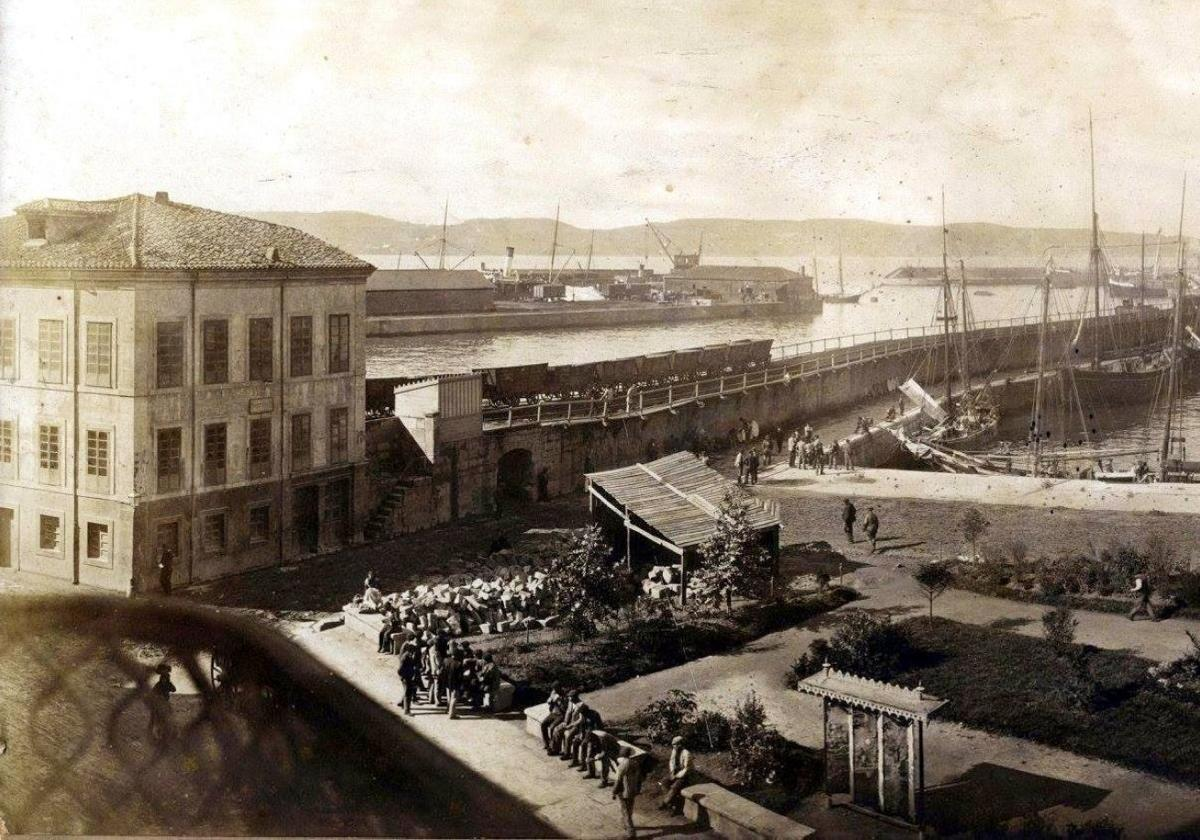
Calle Rodríguez San Pedro, jardines de la Reina, y muelle del carbón en 1916.

El gran crecimiento de la actividad comercial e industrial del puerto hace que se quede pequeño. Surge en la ciudad un debate entre los partidarios de la expansión del puerto y los adeptos a la construcción de uno nuevo, a la altura del cabo de Torres. Ganan estos últimos, los llamados muselistas, de tal manera que en 1907 se inaugura el puerto de El Musel.Esto no impidió que la playa de Pando, arenal al oeste del puerto y frecuentado por la familia real en numerosos veranos, sucumbiera ante la actividad industrial, trasladándose las funciones turísticas y recreativas a la playa de San Lorenzo.

### Reconversión como Puerto Deportivo

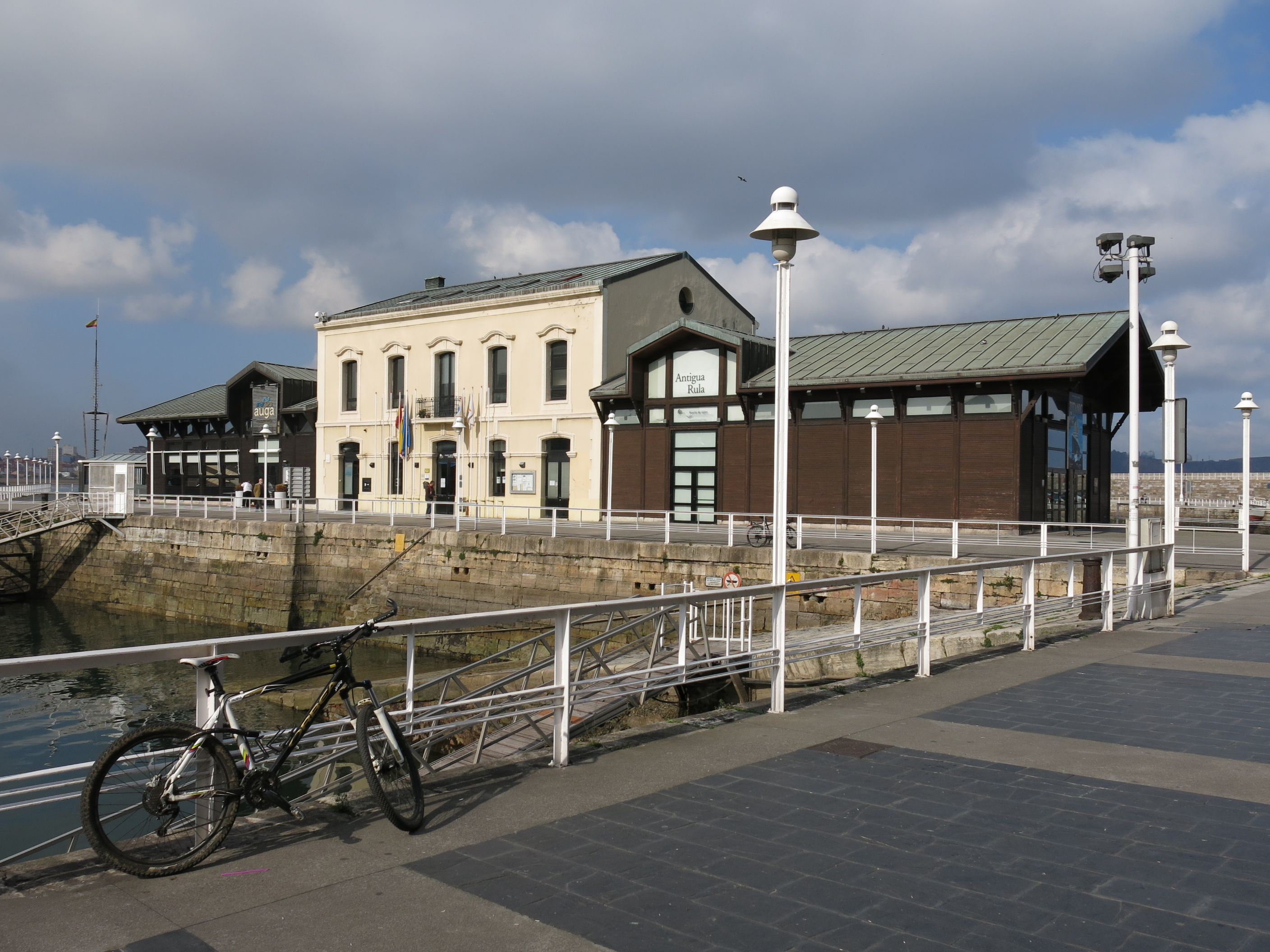
Antigua lonja, sobre el muelle Victoria.

El declive comercial e industrial del puerto culmina a finales de los 1970 con la desindustrialización que sufre la región. En 1979 comienzan los estudios para la conversión de El Muelle en un espacio urbano y deportivo.A principios de los 1980 se crean dos Planes de Reforma Especial Interior, el de Cimadevilla y otro específico al Puerto Local, bajo la dirección del arquitecto Francisco Pol.Este último fue aprobado en 1986.
La reforma corrió a cargo del arquitecto Fernando Nanclares. Entre las actuaciones realizar se puede destacar la demolición de edificios portuarios, rehabilitar edificios como la Antigua Rula (actual centro de exposiciones y restaurante) y dragar las dársenas del puerto, lo que conllevó su secado temporal.Para facilitar la tranquilidad de las aguas se le añade un rompeolas  a modo de apéndice al dique de Lequerica.Se peatonaliza algunas secciones del puerto, especialmente los Jardines de la Reina. En el inicio del Muelle Curvo, se construye una plataforma de 100 metros ganados al mar que alberga un edificio de dos plantas para usos deportivos y de ocio nocturno.
El 14 de febrero de 1991 se dan por finalizadas las actuaciones en el Puerto Local.

### Actualidad

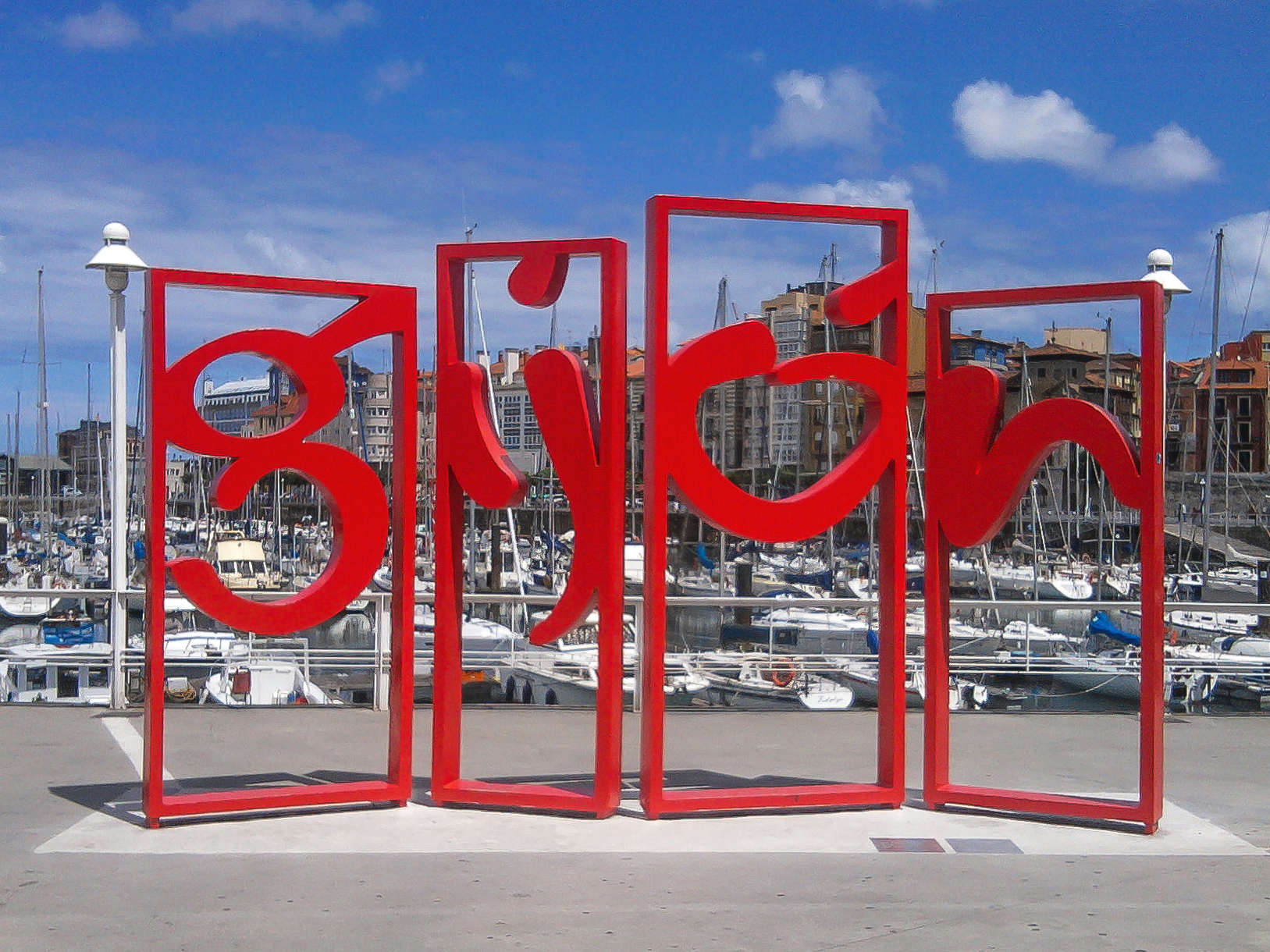
Las Letronas (2011)

En el año 2008 se inaugura el balneario Talasoponiente en el extremo final del Dique Curvo, entre la playa de Poniente y el puerto. Sin embargo, el proyecto original de 2002 contemplaba la ubicación del balneario en la Ería del Piles, en Somió. El edificio fue construido bajo diseño de los arquitectos Santiago González y Paula Costoya.
En 2011 se inaugura la escultura de Las Letronas y en 2013 El Árbol de la Sidra, embelleciendo el entorno del puerto.
En 2021 se da a conocer un ambicioso proyecto de reforma de gran parte del litoral oeste de la ciudad, incluido todo el puerto. Se organizó un concurso con 13 proyectos distintos, ganando uno denominado Foment-On, que presentaba una gran naturalización de los espacios a reformar por unos ocho millones de euros. El proyecto se aplazó sin concretar una fecha concreta de inicio de obras.

## Concesión
En el BOE número 48, de 25 de febrero de 2006, se publica la resolución de 20 de febrero de la Autoridad Portuaria de Gijón por la que se hace pública la concesión administrativa otorgada a la Unión Temporal de Empresas formada por Marítimo Astur Favila S. L. (20%) y Aislamientos Térmicos de Galicia S. A. (80%) para la gestión de los puestos de amarre del Puerto Deportivo de Gijón por 20 años. En 2015 Nauplia Capital, se hizo con el control del puerto deportivo tras adquirir las acciones de Aister (el 80% de la UTE que lo gestiona).
Además del puerto deportivo de Gijón, Nauplia Capital gestiona otras siete instalaciones en el ámbito de la navegación de recreo: Port Torredembarra, Port Segur-Calafell, Puerto Deportivo Baiona, Marina Hércules Ceuta, Marina Empuriabrava, Marina Port Premià y Varadero Port Nautic Castelló.

## Muelles y dársenas
El puerto está formado por los siguientes muelles y diques y sus respectivas dársenas.
- Dique Exterior, de Santa Catalina o Liquerique: Finalizado en 1864, recibe el apodo de Liquerique debido al apellido del constructor: Liquerica.[3] Es el más expuesto al fuerte oleaje, sirviendo como rompeolas al resto del puerto.[20]
- Muelle Victoria o Muellín: Muelle original de la antigua dársena que fue expandido en 1870 para albergar la lonja.
- Muelle de la Madera: Apéndice del muelle Victoria construido en 1872 que actualmente alberga numeroso mobiliario urbano.[9]
- Muelle de Claudio Alvargonzález
- Muelle del Fomentín o del Carbón
- Muelle de Fomento: En la parte norte de este espigón se hallan instalaciones deportivas de la Federación de Vela del Principado de Asturias (FVPA), un local hostelero y un aparcamiento subterráneo.[10]
- Dique curvo de Fomento: Sirve como ala este de la playa de Poniente.[21] En su extremo norte se construyó el balneario Talasoponiente.

Dársenas: 
- Antepuerto
- Dársena interior
- Dársena del Fomentín
- Dársena de Fomento

## Instalaciones

Grímpola del puerto deportivo de Gijón.

- Grímpola del puerto deportivo de Gijón.En la mar, el puerto deportivo cuenta con 780 amarres repartidos entre cuatro dársenas, antepuerto (97 plazas), dársena interior (275 plazas), dársena de fomentín (199 plazas), dársena de fomento (199 plazas), y el muelle de espera (10 plazas). Los amarres tienen tomas de agua potable y electricidad (220 V,16 o 32A). El calado máximo es de 3,50 m.
- En tierra, se ofrece servicio meteorológico, radio (Canal 9 VHF), teléfonos y fax públicos, cyber, información turística, salón de actos y proyecciones, sala de exposiciones, duchas y aseos, lavandería, hielo y máquina de bebidas frías, botiquín, alquiler de bicicletas en temporada alta, servicio de reparto de correspondencia a embarcaciones en tránsito, y surtidor de combustibles (gasolina súper 95 y gasóleo A). Existen varias concesiones para la explotación de otros servicios, como talleres y varadero, adjudicados estos a la empresa Motonáutica del Principado S.L., que cuenta con Travel-lift propio de hasta 35 Tn., Toro para embarcaciones de 3,5 Tn., y una nave para el invernaje y reparación de embarcaciones en la explanada de varada de la dársena de fomento.

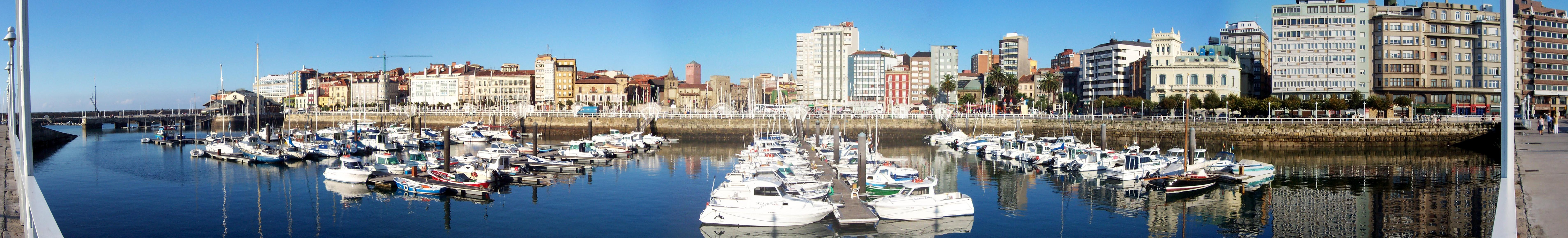
Dársena de fomentín del Puerto Deportivo de Gijón, en pleno centro urbano

### Amarres
Actualmente el puerto cuenta con los siguientes amarres:
| Localización     | Amarres |
| ---------------- | ------- |
| Antepuerto       | 97      |
| Dársena interior | 275     |
| Dársena Fomentín | 199     |
| Dársena Fomento  | 199     |
| Muelle de espera | 10      |
| Total            | 780     |

### Carencias
La carencia más importante del puerto deportivo de Gijón se da en las infraestructuras destinadas a usuarios de vela ligera. La concesión única, a la Federación de Vela del Principado de Asturias (FVPA), en un escaso espacio del espigón que separa las dársenas de fomentín y fomento, sin vigilancia, ni tinglados para invernaje, ni pañoles suficientes, conlleva la ausencia de embarcaciones competitivas de vela ligera en el puerto. Ello ha llevado a Gijón a perder claramente la partida en este aspecto ante Santander, con su Centro Especializado de Alto Rendimiento de Vela "Príncipe Felipe".

## Acceso
De día, pase entre la baliza verde de Sacramento y la roja del Dique de Santa Catalina (entre ambas queda un canal navegable de más de 2,5 m de T.E. y de alrededor de 100m de ancho durante el estiaje del equinoccio). Al pasar, gire a babor para introducirse entre la baliza verde de Fomento y la roja de Santa Catalina.
De noche, siguiendo el balizaje.
Sacramento: luz verde de 360°, de s. regulares, de 0,3 s. de destello + 1 s. de oscuridad, y un alcance de 4 M. 
Dique Santa Catalina: luz roja (parte alta de la extremidad) de 2 s. cada 6 s., situada sobre una columna pintada de rojo, de 360° de foco, alcance de 10 M, de 8,55 m de altura. 
Fomento: luz verde de 360° de foco, de 20 s. cada minuto, y alcance de 3 M (0,4 s. de destello + 2,6 s. de oscuridad).
Luces de acceso al puerto
Baliza Sacramento: centelleos verdes regulares (0,3 s. + 1 s.), alcance de 4 M. Dique Santa Catalina: 2 grupos de centelleos regulares de 6 s. (0,4+0,4+0,4+4,8), alcance de 6, M. Dique curvo de Fomento: centelleos verdes regulares (20 por m.), alcance de 3 M. Dique Príncipe de Asturias: luz de 3 destellos verdes, cada 3 s., alcance de 6 M. Contradique: luz de 3 destellos verdes, cada 8 s. Muelle de Los Pórticos: luz verde ocasional (2,5 s.), alcance de 6 M.

## Regatas
Ha sido el puerto de abrigo utilizado por varias competiciones de vela como la regata en solitario de Le Figaro o la Transgascuña.